# Australische Badmintonmeisterschaft 2017
Die Australische Badmintonmeisterschaft 2017 fand vom 26. bis zum 28. Februar 2017 in Albert Park statt.

## Sieger und Platzierte
| Disziplin    | Gold                             | Silber                     | Bronze                         |
| ------------ | -------------------------------- | -------------------------- | ------------------------------ |
| Herreneinzel | Anthony Joe                      | Ashwant Gobinathan         | Low Pit Seng                   |
| Herreneinzel | Anthony Joe                      | Ashwant Gobinathan         | Nathan Tang                    |
| Dameneinzel  | Wendy Chen                       | Jennifer Tam               | Joy Lai                        |
| Dameneinzel  | Wendy Chen                       | Jennifer Tam               | Tiffany Ho                     |
| Herrendoppel | Rizwan Azam Kenneth Choo         | Robin Middleton Ross Smith | Joel Findlay Jeff Tho          |
| Herrendoppel | Rizwan Azam Kenneth Choo         | Robin Middleton Ross Smith | Raymond Tam Eric Vuong         |
| Damendoppel  | Setyana Mapasa Gronya Somerville | Grace Hanratty Louisa Ma   | Tiffany Ho Joy Lai             |
| Damendoppel  | Setyana Mapasa Gronya Somerville | Grace Hanratty Louisa Ma   | Elena Kwok Janet Son           |
| Mixed        | Sawan Serasinghe Setyana Mapasa  | Matthew Chau Louisa Ma     | Joel Findlay Gronya Somerville |
| Mixed        | Sawan Serasinghe Setyana Mapasa  | Matthew Chau Louisa Ma     | Simon Leung Tiffany Ho         |